# 单瓣缫丝花
单瓣缫丝花（学名：Rosa roxburghii f. normalis）为蔷薇科蔷薇属缫丝花下的一个变型。

## 扩展阅读
- 維基物種上的相關：单瓣缫丝花